# 英皇娛樂
英皇娛樂集團（英語：Emperor Entertainment Group，簡稱：EEG），是英皇集團旗下演藝娛樂公司，主要業務包括本地及海外電影，唱片製作及發行、音樂出版、藝人管理及演唱會製作。

## 公司歷史
1999年12月1日，飛圖唱片被英皇集團收購後，全新正式改更換新儀式的全首次名稱及全首次標誌英皇娛樂集團有限公司 （（英語：Emperor Entertainment Group Company Limited），簡稱英皇娛樂集團 （英語：Emperor Entertainment Group））舉行正式成立儀式。
公司於2000年12月19日在香港交易所創業板上市，當時英皇集團持有78%股權。
2005年，陳家欣由新加坡回流香港且參加了無綫電視與英皇娛樂合辦的2005年度《英皇新秀歌唱大賽》奪得亞軍及「最佳型格奬」。其後陳家欣加盟英皇娛樂，翌年2006年以藝名「泳兒」出道獲力捧推出個人大碟，晉身香港樂壇。其首支派台歌曲《感應》奪得「十大中文金曲」及「新城勁爆歌曲」一炮而紅，是香港樂壇史上首位憑第一首派台歌奪多台金曲獎的歌手，並囊括四台年度新人至尊獎項。
2007年6月8日，TVB男藝人林峯正式加入樂壇簽約英皇娛樂。
2008年2月，「扮嘢」上位的王祖藍，在英皇娛樂春茗上宣布正式加盟英皇娛樂，當時高層吳雨送贈六把刀，寓意他周身刀，張張利。
2008年10月，正式宣佈與海蝶音樂結盟，組成一個全東南亞的大型娛樂網絡。
2009年5月，古巨基簽約加盟英皇娛樂。簽約儀式「英皇娛樂古巨基登基大典」於北京舉行，花費逾百萬元，儀式由英皇娛樂行政總裁吳雨主持，及後更在澳門舉行「古巨基登基加盟英皇娛樂盛典」，楊受成出動旗下16名歌手群星拱照。
2009年12月，英皇娛樂(8078.HK)集資3725萬元，及以代價1.25億元，入股內地彩票諮詢業務商龍彩37.04%股權。而英皇娛樂在2010年春季更換在香港聯合交易所的上市公司名稱為龍彩娛樂，但仍以(8078.HK)的舊代號進行交易。
2010年3月22日，英皇娛樂宣布由於陸小曼於英皇集團旗下其他上市公司之工作量與日俱增，故辭去英皇娛樂主席及非執行董事職務。而吳雨負責掌管的EEG Holdings及其附屬已出售，吳雨欲專注在該等公司管理工作，故辭去英皇娛樂執行董事職務。
2011年，超級巨聲冠軍林欣彤神秘現身英皇娛樂春茗，由吳雨宣布加盟英皇娛樂，將投放千萬元打造「小天后」璀璨星光大道。
2011年12月，正式宣佈與種子音樂結盟，旗下歌手古巨基為兩方公司合作第一位歌手。
2012年2月，英皇春茗上宣佈無綫電視視帝鄭嘉穎 （已離任）重踏樂壇，加盟英皇娛樂，公司會積極為他出唱片、打造代表作以及舉行個人演唱會。同場亦宣佈亞洲星光大道1冠軍羅力威加盟，簽約10年﹝5年生約5年死約﹞。
2012年9月，英皇電影之夜大會宣布惠英紅、影帝任達華、冼色麗、劉松仁（已離任）、米雪、溫碧霞、孫佳君等眾星加入英皇電影。
2013年3月13日，英皇春茗晚宴上，宣布與韓國藝人合作，如G-Dragon、Girls' Generation、韓佳仁、miss A。
2013年7月30日，張敬軒加盟英皇娛樂，簽約6年，酬勞高達8位數字。簽約儀式「情軒英皇‧強勢加盟 發佈會」於香港舉行，儀式不但獲集團主席楊受成博士夫婦親自出席，公司高層吳雨、霍汶希、四台媒體代表也撐場。公司表示希望為軒仔推出廣東和國語專輯，以及於2014年開其第三次紅館演唱會。
2013年12月5日，巫啟賢加盟英皇娛樂，簽約2年，主力發展大陸市場。簽約儀式於香港舉行，儀式不但獲高層吳雨、霍汶希、四台媒體代表也撐場，而一眾英皇歌手均有現身支持，星光熠熠。記者會上表示跟集團主席楊受成和吳雨相識多年。加盟英皇的頭炮就笑言自己：「頭炮就冇，頭痛就有！」
2014年2月24日，英皇春茗晚宴上，宣布與周慧敏、詹瑞文、農夫（以上已為離任）等眾星加盟英皇娛樂。
2015年2月1日，多位英皇娛樂藝人出席位於北京舉行英皇娛樂及英皇電影十五周年慶祝活動。並唱「和華麗有約」。
2015年3月23日，多位英皇娛樂藝人出席英皇娛樂及英皇電影十五周年慶典，慶典中宣佈音樂發展版圖已至韓國，成立英皇娛樂 (韓國)，並力捧韓國女新人ANDA。更籌備拍攝由韓國藝人Rain主演的韓國電影。為慶祝集團成立15週年，英皇娛樂於2015年8月22日，在澳門威尼斯人金光綜藝館特別舉行一場演唱會，演繹由英皇娛樂製作的經典金曲。
2016年8月30日，為環球唱片效忠多年的李克勤加盟英皇旗下，並舉行記者會公佈消息。
2016年9月30日，英皇娛樂宣布吳雨榮休，退任執行董事兼行政總裁，公司為其在10月30日舉行榮休晚宴，並感謝他十六年的貢獻，旗下一眾藝人均有赴會。集團老闆楊受成更代表公司送上足金打造的一帆風順帆船給吳雨，並祝願他一帆風順。
2021年1月7日，飛圖唱片宣布重啟，並由張敬軒擔任Label Director，邀得樂壇知名幕後洪祖兒及譚智聰等擔任顧問。張敬軒形容飛圖唱片是一個精準表達某個年代的品牌，是他正式成為歌手前，於廣州茶座式卡拉OK中攝取廣東歌養份的主要來源。由飛圖演變而成的英皇唱片，他將感動過自己的情懷一一保留
2022年7月28日，為寶麗金及環球唱片效忠多年的陳慧嫻正式宣布加盟英皇娛樂。
2023年1月11日，已約滿環球唱片的李幸倪宣布加盟英皇娛樂。

### 涉足電競事業
2017年9月22日，正式宣佈收購英雄聯盟台港澳地區聯賽電子競技戰隊Raise Gaming（RG），包括前世界冠軍級選手劉偉健（Toyz）作為總監，並更名為G-Rex。
2018年6月，英皇娛樂旗下英皇電競宣布與著名香港YouTuber屎萊姆簽訂經理人合約，及後已解約。

## 集團事業
英皇娛樂在過去十年間所發行的音樂專輯及影音產品多達過千張，而英皇娛樂也有在其他大中華地區經營其他娛樂業務。

### 音樂
- 英皇娛樂
  - 音樂家唱片（Music Plus）（2001年成立，2005年合併）
  - 紅音樂唱片（2002年成立，2005年合併）
  - 英皇娛樂 (北京)（2009年成立）
  - 英皇娛樂 (韓國)（2015年成立）
  - 飛圖唱片（原為英皇娛樂前身，2021年以旗下品牌方式重啟）
  - 288 Records（2023年成立）

#### 各地区代理發行合作公司
- 中国大陆 合作代理
  - 美卡音像（2001年中國大陸代理發行，2005年底終止合約）
  - 天凱唱片（2006年起中國大陸代理發行合作至2018年結束）
  - 星外星唱片（2019年起中國大陸代理發行合作至今）
- 臺灣 合作代理
  - 大宇國際唱片（1999年台灣代理發行合作，2002年底終止） (謝霆鋒)
  - 常喜音樂（2000年台灣代理發行合作，2001年終止）（王傑）
  - 台灣索尼音樂娛樂（2002年台灣代理發行合作，2004年終止） (謝霆鋒)
  - 擎天娛樂（2003年台灣代理發行合作） (葉蒨文)
  - 愛貝克思（2001年台灣代理發行合作，2004年底終止）
  - 時尚元素（2005年台灣代理發行合作，2005年底終止）
  - 滾石唱片（2006年台灣代理發行合作，2006年結束）
  - 東映放送（2008年初台灣代理發行合作，2008年中結束）
  - 海蝶音樂（2008年台灣、新馬代理發行合作，2010年結束）
  - 種子音樂（2012年台灣代理發行合作，2015年結束）
  - 福茂唱片（2014年台灣代理發行合作） (周慧敏)
  - 美樂帝音樂（2016年台灣代理發行合作，2017年結束）
  - 上行娛樂（2018年起台灣代理發行合作至今） (容祖兒)
- 新加坡  马来西亚 合作代理
  - Music Street/Play Music（2001年新馬代理發行合作，2006年底終止）
  - 橘子音乐/天龙国际娱乐（2007年马来西亚代理發行合作，不明日期終止）
  - EQ Music（2012年新馬代理發行合作，2014年結束）
  - 夢田音樂（2015年新馬代理發行合作至今）

### 電影
- 英皇電影
- 英皇院線
- 上影英皇（2009年成立，2014年結業）
- 成龍英皇影業有限公司（2003年成立，現已解散，目前獨立運作為「成龍影業」）

### 電視劇
- 英皇星藝（北京）文化發展有限公司（2006年成立，2014年結業）

### 綜藝節目
- 12道鋒味（第一季）（2014年）
- 12道鋒味（第二季）（2015年）
- 12道鋒味（第三季）（2016年）
- 鋒味2017（2017年）
- 鋒味2018（2018年）
- 百姓的味道（2021年）
- 因爲是朋友呀（2022年）

### 舞台劇
- 英皇舞台有限公司

### 演藝學院
- 英皇娛樂演藝創意學院

### 市場推廣及策劃
- 名將市場傳訊有限公司

### 電子競技
G-Rex
2016年取得英雄聯盟台港澳區LMS職業聯賽 Raise Gaming（簡稱: RG）之出賽資格以及戰隊經營權，並改名G-rex Gaming（簡稱: G-rex）。

## 旗下藝人
| 英皇娛樂 EEG                                      | 英皇娛樂 EEG                               | 英皇娛樂 EEG                                    | 英皇娛樂 EEG                              |
| 男歌手                                            | 男歌手                                     | 男歌手                                          | 男歌手                                    |
| ------------------------------------------------- | ------------------------------------------ | ----------------------------------------------- | ----------------------------------------- |
| 謝霆鋒                                            | 古巨基                                     | 李克勤                                          | 陳偉霆                                    |
| 張敬軒＊                                          | 洪卓立                                     | 關智斌                                          | 黃明德                                    |
| 洪助昇                                            | 黎展峯                                     | 曾傲棐                                          | 黃峻熙                                    |
| 女歌手                                            |                                            |                                                 |                                           |
| 容祖兒                                            | 鍾欣潼                                     | 蔡卓妍                                          | 泳 兒                                     |
| 陳慧嫻                                            | Gin Lee 李幸倪                             | 許靖韻                                          | 鄧小巧#                                   |
| 李靖筠                                            | 艾 妮                                      | 馬思惠                                          | 李晞彤                                    |
| 姜咏鑫                                            | 張鈊貽                                     | 陳海兒                                          |                                           |
| 組合／樂隊                                        |                                            |                                                 |                                           |
| Twins                                             | VIVA                                       | SULIS+                                          | Locksmiths 開鎖佬+                        |
| Daze in White+                                    | The Lemon Ones+                            |                                                 |                                           |
| 男藝人                                            |                                            |                                                 |                                           |
| 方中信                                            | 任達華                                     | 石 修                                           | 黃秋生                                    |
| 陳家樂                                            | 楊天宇                                     | 陳國邦                                          | 沈震軒                                    |
| 黎 峻                                             | 朱 天                                      | 歐陽震華                                        |                                           |
| 女藝人                                            |                                            |                                                 |                                           |
| 惠英紅                                            | 米 雪                                      | 溫碧霞                                          | 毛舜筠                                    |
| 衛詩雅                                            | 湯 怡                                      | 周勵淇                                          | 彭秀慧                                    |
| 周家怡                                            | 何佩瑜                                     | 劉若寶                                          | 郭 思                                     |
| 劉雅瑟                                            | 伍詠薇                                     |                                                 |                                           |
| 漾星                                              |                                            |                                                 |                                           |
| 男歌手                                            |                                            |                                                 |                                           |
| 余浩斌                                            | 黄梓洋                                     |                                                 |                                           |
| 女歌手                                            |                                            |                                                 |                                           |
| 戰金意                                            | 湯穎琦                                     | 王心堯                                          | 林 涵                                     |
| 英皇北京                                          |                                            |                                                 |                                           |
| 歌星                                              |                                            |                                                 |                                           |
| 陳凱洲                                            |                                            |                                                 |                                           |
| 影視                                              |                                            |                                                 |                                           |
| 耿長軍                                            | 麥亨利                                     | 白 冰                                           | 秦鳴悅                                    |
| 紀煥博                                            | 馬睿瀚                                     | 屈夢汝                                          | 馮丹瀅 （電影合約）                       |
| 明 鵬                                             | 余衍隆                                     | 王天源                                          |                                           |
| 英皇電競 EES                                      |                                            |                                                 |                                           |
| 隊員                                              |                                            |                                                 |                                           |
| 謝宇庭（PK） （G-Rex） （上路）（臺灣）           | 黃振揚（Laba） （G-Rex） （打野）（臺灣）  | 梁子皞（Emp2y） （G-Rex） （打野/隊長）（香港） | 楊家宇（Wuji） （G-Rex） （中路）（臺灣） |
| 김승주（Candy） （G-Rex） （中路)（韓國）         | 林志強（Koala） （G-Rex） （輔助）（臺灣） | 이승주（Stitch） （G-Rex） （射手）（韓國）     | 陳韋勳（Shui） （G-Rex） （射手）（臺灣） |
| 非選手成員                                        |                                            |                                                 |                                           |
| 劉偉健（Toyz） （G-Rex） （總監／主教練）（香港） | 傅千威 （G-Rex） （教練）                  | 陳建宏 （G-Rex） （分析師）                     |                                           |

^  注解＊：由飛圖唱片發行。
^  注解+：由288 Records發行。
^  注解#：由小島音樂發行。

## 已解約藝人
| 英皇娛樂                                             | 英皇娛樂                                                    | 英皇娛樂                                           | 英皇娛樂                                                                |
| ---------------------------------------------------- | ----------------------------------------------------------- | -------------------------------------------------- | ----------------------------------------------------------------------- |
| 甄 妮 （2001年） 與公司解約                          | 江 彬 （2000年－2001年） 已加盟新亞洲娛樂集團               | 謝曜仲 （2000年－2001年） 已加盟新亞洲娛樂集團     | 趙學而 （1999年—2001年） 與公司解約，2008年自組Skinny Por Por's Jukebox |
| 何超儀 （1999年－2003年） 合約到期                   | 張佳佳 （2000年—2003年） 與公司解約                         | 鍾兆康 （2000年－2003年） 提早解約，加盟多利安娛樂 | 鄭伊健 （2000年－2004年） 已加盟寰亞音樂                                |
| I Love You Boyz （2004年－2005年） 已加盟博美娛樂    | 王家敏 （2004年－2006年） 與公司解約                        | 胡 琳 （2006年） 唱片合約到期                      | 麥子豪 （2005年－2008年） 與公司解約                                    |
| 羅嘉良 （2000年－2009年） 已加盟寰宇國際             | 房祖名 （2004年－2010年） 自立門戶                          | 郭品超 （2008年－2010年） 已加盟華研國際音樂       | 張信哲 （2006年－2011年） 香港代理合約改為太陽娛樂文化                  |
| 李準基 （2005年－2012年） 大中華地區合作藝人合約到期 | 李進羿 （2010年-2012年） 已加盟星藝娛樂                     | 鄧雯心 （2011年－2013年） 與公司解約               | 張致恆 （Boy'z） （2001年－2017年） 合約到期                            |
| 陳凱彤 （2015年－2018年） 合約到期                   | 鍾舒漫 （2007年－2020年)                                    | 何嘉莉 （1999年－2002年、2017年－2021年）          | 羅力威 （2012－2023年）                                                 |
| 吳浩康 （2003－2023年）                              | 曾樂彤 （2017年－2023年)                                    |                                                    |                                                                         |
| 音樂家唱片                                           |                                                             |                                                    |                                                                         |
| -周英杰}- （2000年－2002年） 與公司解約              | Swing （2000年－2002年） 已加盟新藝寶唱片                   | 陳冠希 （2000年－2005年） 2007年已加盟CMD          | 劉思惠 （2002年－2005年） 與公司解約                                    |
| 陳奕迅 （2000年－2005年） 2005年已加盟新藝寶唱片     | 3T （2002年－2005年） 解散                                  | 葉佩雯 （1997年－2006年） 2006年已加盟Silly Thing  | 梁洛施 （2003年－2008年） 與公司解約                                    |
| 王 傑 （1999年－2009年） 合約到期                    | 鄭家維 （2009年－2012年） 合約到期                          | 王祖藍 （2008年－2014年） 已加盟手工藝創作         | 鄭嘉穎 （2012年－2014年） 唱片合約到期                                  |
| Closer （2011年－2014年） 解散                       | 林欣彤 （2011年－2015年） 2019年已加盟華納唱片              | 鄭希怡 （2002年－2015年） 合約到期，淡出娛樂圈     | 巫啟賢 （2013年－2016年） 唱片合約到期                                  |
| 周慧敏 （2014年－2016年） 唱片合約到期               | 農 夫 （2014年－2016年） 唱片合約到期                       | 林 峯 （2007年－2017年） 2020年已加盟華納唱片      | 馮允謙 （2012年－2017年） 2019年已加盟寰亞唱片                          |
| 詹瑞文 （2015年－2017年） 唱片合約到期               | 鍾舒漫 （2007年－2020年）                                   | 吳浩康 （2003－2023年）                            |                                                                         |
| 紅音樂唱片                                           |                                                             |                                                    |                                                                         |
| 趙頌茹 （2000年－2005年） 退出演藝圈                 | 葉蒨文 （2002年－2005年） 已加盟寰亞音樂                    | 林子祥 （2002年－2005年） 已加盟環球唱片 (香港)    | Baby Q （2004年－2005年） 解散                                          |
| 蔣雅文 （2002年－2008年） 台灣發展，退出演藝圈       | 黃耀明 （2002年－2012年） 已加盟寰亞音樂                    | 李日朗 （2003年－2010年） 合約到期                 | 孫 楠 （2009年－2014年） 唱片合約到期                                   |
| -洪 杰}- （2007年－2017年） 合約到期                 |                                                             |                                                    |                                                                         |
| 英皇電影                                             |                                                             |                                                    |                                                                         |
| 羅冠蘭                                               | 譚耀文 （2004年－2008年，2008年已加盟星城娛樂）             | 藍 燕 （2000年－2010年） 2010年已加盟星紀傳媒      | 劉偉恆 （2010年） 已加盟RTHK Radio 2                                    |
| 張家輝 （2014年） 已加盟Star Talents                 | 孫祖楊                                                      | 王志飛                                             | 王梓軒 （2017年）                                                       |
| 范振鋒                                               | 劉松仁                                                      | 葛 優                                              | 楊心儀 （美代文化，香港區電影合約）                                     |
| 岑紫生                                               | 麥子樂 已加盟天下一將士                                     | 王嘉慧                                             | 杜汶澤                                                                  |
| 冼色麗                                               |                                                             |                                                    |                                                                         |
| 英皇星藝                                             |                                                             |                                                    |                                                                         |
| 苗 圃                                                | 白 冰                                                       | 吳 瓊                                              | 徐熙顏                                                                  |
| 洛 詩                                                | 思 漩                                                       | 謝佳妤                                             | 莊潔夢                                                                  |
| 杜 若                                                | 海鳴威                                                      | 石天碩                                             | 高廣澤                                                                  |
| 熊汝霖                                               | 陳 昊                                                       | 王子豪                                             | 王子杰                                                                  |
| BOX                                                  | 水木年華                                                    |                                                    |                                                                         |
| 上影英皇                                             |                                                             |                                                    |                                                                         |
| 韓 雪                                                | 張 萌                                                       |                                                    |                                                                         |
| 英皇電競動力                                         |                                                             |                                                    |                                                                         |
| 陳縉翰 （G-Rex） （射手）（臺灣） 現為J Team隊員     | 龔育德 （G-Rex） （射手）（臺灣） 現為Ahq e-Sports Club教練 |                                                    |                                                                         |
| Key Opinion Leaders (KOL)                            |                                                             |                                                    |                                                                         |
| 屎萊姆                                               |                                                             |                                                    |                                                                         |

## 新秀歌唱大賽
初期由華星及香港無綫電視主辦的「新秀歌唱大賽」，後轉由英皇娛樂及香港無綫電視合辦，更名為「全球華人新秀歌唱大賽」。其後英皇娛樂更主辦「英皇新秀歌唱大賽」。

## 參看
- 舞影行動
- 梁思浩
- 曾志偉

## 外部連結
- 英皇娛樂官方 （页面存档备份，存于）
- 英皇電影 （页面存档备份，存于）
- 英皇娛樂的Facebook專頁
- YouTube上的
- 英皇娛樂的新浪微博
- 英皇娛樂的Instagram帳戶